# كارل شتورش
كارل شتورش (بالألمانية: Karl Storch)‏ هو منافس ألعاب قوى ألماني، ولد في 21 أغسطس 1913 في فولدا في ألمانيا، وتوفي بنفس المكان في 19 أغسطس 1992.

## وصلات خارجية
- كارل شتورش على موقع أوليمبيديا (الإنجليزية)